# 福島市道31号腰浜町町庭坂線
福島市道31号腰浜町町庭坂線（ふくしましどう 31ごう こしはまちょう まちにわさか せん）は、福島県福島市にある一級市道である。

## 概要
- 起点：福島市腰浜町（国道114号渡利バイパス屈折点）
- 終点：福島市万世町　陣場町交差点（国道13号信夫通り交点）
- 延長：1.4738㎞
- 路線認定年月日：1983年2月8日[1]

福島市街地中心部を東西に横断し、都市計画道路腰浜町町庭坂線として指定されている路線である。路線名称では福島盆地西端部の町庭坂が終点となっているが、万世町から町庭坂までは福島県道310号庭坂福島線として指定されている。また、起点の腰浜町から国道4号北町バイパス交点である仲間町交差点までは国道114号に指定されており重用区間となっているため、当路線単独の区間は約800mである。福島市道29号杉妻町御山線交点（新町交差点）以西、および福島市道108号仲間町春日町線交点（仲間町交差点の1区画西側）以東の街路整備が行われたのち、中間部分の整備が遅れていたが、2012年1月27日に新町から宮町にかけての新規開通区間が完成し、既存市道に接続することで国道4号と国道13号が直結された。これに伴い、従来新町交差点の突き当りにあった日蓮宗本法寺は北側に移転新築されている。後に仲間町内の既存市道区間の拡幅・歩道整備が進み全線で街路整備が完了した。市道単独区間は片側1車線（各主要交差点には右折レーンが設置されている）で、上下線両側に歩道が整備されている。

## 接続路線
- 国道114号渡利バイパス・福島市道32号矢剣町本内線（腰浜町）
- 福島市道60034号豊田町八島町線（旧奥州街道・旧国道4号・旧電車通り）（浜田町）
- 国道4号北町バイパス（仲間町　仲間町交差点）
- 福島市道29号杉妻町御山線（県庁通り）（新町）
- 福島市道60163号中町御山町線（パセオ470・旧万世大路）（万世町）
- 国道13号信夫通り・福島県道310号庭坂福島線（旧万世大路）（万世町　陣場町交差点）

## 沿線
- 福島成蹊高等学校
- 福島県立福島東高等学校
- ヨークベニマル浜田店
- 損害保険ジャパン福島支社
- 福島文化幼稚園
- 日蓮宗本法寺
- 浄土真宗乗蓮寺